# Karla König
Karla König, Pseudonym: Leo Alexi (* 3. Juli 1889 in Stettin; † 24. April 1963 in Schwerin) war eine deutsche Journalistin, Schriftstellerin und Kulturfunktionärin. 

## Leben
Karla König stammt aus einer liberalen Stettiner Journalistenfamilie. Ihr Vater Wilhelm König war Chefredakteur der Neuen Stettiner Zeitung, ihr Großvater mütterlicherseits Gustav Wiemann deren Chefredakteur und Verleger. Sie besuchte eine höhere Mädchenschule und anschließend für zwei Jahre ein Lehrerinnenseminar. Doch statt Lehrerin zu werden, arbeitete sie ab 1912 als Journalistin, zunächst bei der Stettiner Abendpost, wo sie die Familienbeilage betreute, und bei den Stettiner Neuesten Nachrichten. Sie war bereits im Kaiserreich eine Verfechterin des Frauenwahlrechts; 1919 veröffentlichte sie die Broschüre Wie arbeite ich politisch? Ein parteiloses Wort an die deutsche Frau. Von 1919 bis 1924 arbeitete sie als Pressereferentin beim Oberpräsidium von Pommern. Von 1924 bis 1927 leitete sie das Feuilleton des Stettiner General-Anzeigers. 
Ab 1927 war sie als freie Schriftstellerin in Stettin tätig. Sie veröffentlichte eigene Gedichte, vor allem aber Bücher über pommersche Kunst, Kultur und Geschichte, darunter Festgaben zum Deutschen Ärztetag in Kolberg (1930) und zum Deutschen Apothekertag in Swinemünde (1932).
Bei den Zerstörungen Stettins zum Ende des Zweiten Weltkriegs verlor sie ihr Archiv und ihre unveröffentlichten Manuskripte und schließlich, als Stettin nach 1945 an Polen kam, auch ihre Heimat. Sie setzte ihre Tätigkeit in der SBZ und später in der DDR fort. 1945 war sie beim Aufbau des Kulturamts in Ueckermünde tätig. 1946 ging sie zunächst nach Stralsund. 1947 wurde sie von dem Schriftsteller Ehm Welk in die Hauptstadt des neu gebildeten Landes Mecklenburg, nach Schwerin, geholt. In Schwerin arbeitete sie hauptamtlich im Kulturbund zur demokratischen Erneuerung Deutschlands. Ab 1949 wirkte sie wieder als freie Schriftstellerin und veröffentlichte mehrere Bücher, insbesondere Sammlungen von Anekdoten im Petermänken-Verlag. Sie engagierte sich im Deutschen Schriftstellerverband, wo sie sich für die Förderung junger Autoren einsetzte. Für ihre Tätigkeit wurde sie mit der Verdienstmedaille der DDR ausgezeichnet. Sie starb 1963 nach zweijähriger Krankheit in Schwerin. 
Ihr schriftstellerischer Nachlass befindet sich in der Landesbibliothek Mecklenburg-Vorpommern in Schwerin.

## Schriften (Auswahl)

### Lyrik
- Einsame Feuer. Mallin, Stargard in Pommern 1918.
- Vor den Bergen des Lebens. Franz Schneider, Leipzig 1929.
- Meer unter Sternen. Leon Saunier, Stettin 1939.

### Politik
- Wie arbeite ich politisch? Ein parteiloses Wort an die deutsche Frau. M. Bauchwitz, Stettin 1919.

### Pommersche Kunst, Kultur und Geschichte
- Pommern. Verkehrsverband für Pommern, Stettin 1930. 2. Auflage: Leon Saunier, Stettin 1935. (erschien zum Deutschen Ärztetag in Kolberg 1930, enthält Plaudereien zu 54 Bildaufnahmen)
- Das schöne Pommern. Bauchwitz, Stettin 1932. 2. Auflage 1933. (Festgabe zum Deutschen Apothekertag in Swinemünde, mit 53 Zeichnungen verschiedener Künstler)
- Das malerische Pommern. Leon Saunier, Stettin 1940.

### Anekdoten
- Der große Goethe in kleinen Anekdoten. Petermänken Verlag, Schwerin 1949.
- Das Spiel des Lebens. Anekdoten und kleine Geschichten um Friedrich Schiller. Petermänken Verlag, Schwerin 1955.